# Kiryl Paŭljučak
Kiryl Uladzimiravič Paŭljučak (in bielorusso Кірыл Уладзіміравіч Паўлючак?; in russo Кирилл Владимирович Павлючек?, Kirill Vladimirovič Pavljuček; Hrodna, 27 giugno 1984) è un ex calciatore bielorusso, di ruolo difensore.

## Carriera

### Club
Ha giocato nella massima serie bielorussa e in quella moldava.

### Nazionale
Ha giocato nella nazionale bielorussa Under-21.
Nel 2008 ha esordito in nazionale maggiore.

## Statistiche

### Cronologia presenze e reti in nazionale
| Cronologia completa delle presenze e delle reti in nazionale ― Bielorussia | Cronologia completa delle presenze e delle reti in nazionale ― Bielorussia | Cronologia completa delle presenze e delle reti in nazionale ― Bielorussia | Cronologia completa delle presenze e delle reti in nazionale ― Bielorussia | Cronologia completa delle presenze e delle reti in nazionale ― Bielorussia | Cronologia completa delle presenze e delle reti in nazionale ― Bielorussia | Cronologia completa delle presenze e delle reti in nazionale ― Bielorussia | Cronologia completa delle presenze e delle reti in nazionale ― Bielorussia |
| Data                                                                       | Città                                                                      | In casa                                                                    | Risultato                                                                  | Ospiti                                                                     | Competizione                                                               | Reti                                                                       | Note                                                                       |
| -------------------------------------------------------------------------- | -------------------------------------------------------------------------- | -------------------------------------------------------------------------- | -------------------------------------------------------------------------- | -------------------------------------------------------------------------- | -------------------------------------------------------------------------- | -------------------------------------------------------------------------- | -------------------------------------------------------------------------- |
| 2-2-2008                                                                   | Ta' Qali                                                                   | Bielorussia                                                                | 2 – 0                                                                      | Islanda                                                                    | Amichevole                                                                 | -                                                                          | 46’                                                                        |
| 4-2-2008                                                                   | Ta' Qali                                                                   | Bielorussia                                                                | 1 – 2                                                                      | Armenia                                                                    | Amichevole                                                                 | -                                                                          |                                                                            |
| 6-2-2008                                                                   | Ta' Qali                                                                   | Malta                                                                      | 0 – 1                                                                      | Bielorussia                                                                | Amichevole                                                                 | -                                                                          | 66’                                                                        |
| Totale                                                                     |                                                                            | Presenze                                                                   | 3                                                                          |                                                                            | Reti                                                                       | 0                                                                          |                                                                            |